# Francis Rose
Francis Rose ( * 29 de septiembre 1921 – 15 de julio 2006) fue un docente, botánico de campo, conservacionista, escritor inglés. Fue destacado autor, investigador, y profesor. Sus intereses ecológicos en Bretaña y de Europa incluyeron a briófitas, fungi, plantas superiores, comunidades vegetales y bosques.
Rose era aborigen del sur de Londres. Estudió historia natural en el Politécnico de Chelsea y en el Colegio universitario Queen Mary, Universidad de Londres, graduándose con un grado en botánica. En 1953, obtuvo su PhD, defendiendo una tesis sobre estructuras y ecología de tierras bajas y turbales británicos.
Desde 1949, enseñó en el Colegio Bedford y en otros colegios de Londres. En 1964, se une al Departamento de geografía como Senior Lecturer en Biogeografía, en el Colegio Real, pasando luego a Reader, en 1975 hasta 1981.
Se casó en 1943, teniendo una familia de tres varones y una mujer. Falleció en Liss, Hampshire.

## Honores
En 2000, Rose fue nombrado MBE.

## Libros
- The Wild Flower Key — How to identify wild plants, trees and shrubs in Britain and Ireland, 1981. Revisado por Clare O'Reilly, 2006. Frederick Warne. ISBN 0-7232-5175-4
- Colour Identification Guide to the Grasses, Sedges, Rushes and Ferns of the British Isles and North Western Europe, 1989. Viking. ISBN 0-670-80688-9
- The Flora of Hampshire, 1996. Coautor con Richard Mabey, Lady Anne Brewis, Paul Bowman. Harley Books. ISBN 0-946589-34-8
- Rose, Francis; P. Wolseley (1984). Nettlecombe Park: Its History and Its Epiphytic Lichens - An Attempt at Correlation. Field Studies Council. ISBN 1-85153-165-3.
- The Observer's book of Grassse Sedges and Rushes, 1974. Frederick Warne & Co. Ltd

Para un listado de publicaciones, ver Obituario en Watsonia
- La abreviatura «F.Rose» se emplea para indicar a Francis Rose como autoridad en la descripción y clasificación científica de los vegetales.[1]